# Armand Jamar
Armand Jamar (de son nom complet Armand Gustave Gérard Jamar), né en 1870 à Liège et mort en 1946 à Saint-Gilles, est un peintre belge.

## Biographie
Ce fut seulement après avoir satisfait aux souhaits de son père et obtenu en 1894 son doctorat en droit à l'Université de Liège qu'Armand Jamar réalise son rêve en s'inscrivant à l'Académie royale des beaux-arts de Liège où il est l'élève d'Évariste Carpentier et d'Adrien De Witte.
En 1900, Armand Jamar fait sa première exposition à Liège et, en 1904, il s'installe à Schaerbeek où il occupe l'ancien atelier de Constantin Meunier. Il participe aussi régulièrement aux expositions du Salon des artistes français, où il reçoit une mention honorable en 1904 et enfin la médaille d'or en 1907. Il participe également aux Salons de Bruxelles (1910), d'Anvers et de Gand. En 1921, il donne une exposition individuelle à Bruxelles au Cercle Artistique et Littéraire.
Il a beaucoup voyagé en Europe, en Afrique du Nord et aux États-Unis. Comme beaucoup d'élèves d'Évariste Carpentier à l'Académie royale des beaux-arts de Liège, Armand Jamar est envoyé en Campine limbourgeoise près de Genk sur ses conseils. Il est également fasciné par les côtes de la mer du Nord, notamment à Zeebruges, en Bretagne et en Zélande.
En 1921, Armand Jamar fut nommé Chevalier de l'ordre de Léopold. Autre honneur: celui de l'émission d'un timbre poste, autoportrait de l'artiste, en 1974,.

## Œuvres
Armand Jamar a commencé dans une manière impressionniste avec des couleurs vives et de larges coups de pinceau peignant des paysages urbains, des scènes d'intérieurs et des marines. Beaucoup de ces tableaux ont été peints sur le motif. Ses premières œuvres sont influencées par les peintures des pré-impressionnistes tels qu'Eugène Boudin et Johan Barthold Jongkind. Il a également créé un certain nombre de peintures représentant des scènes de marché et la vie dans les usines.

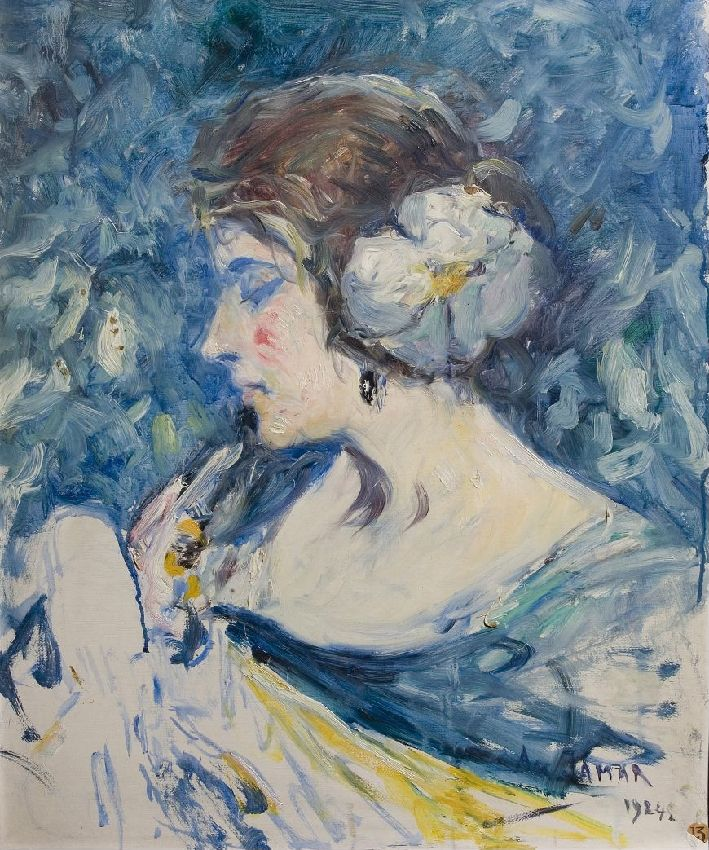
Armand Jamar - La femme décolletée (1924)

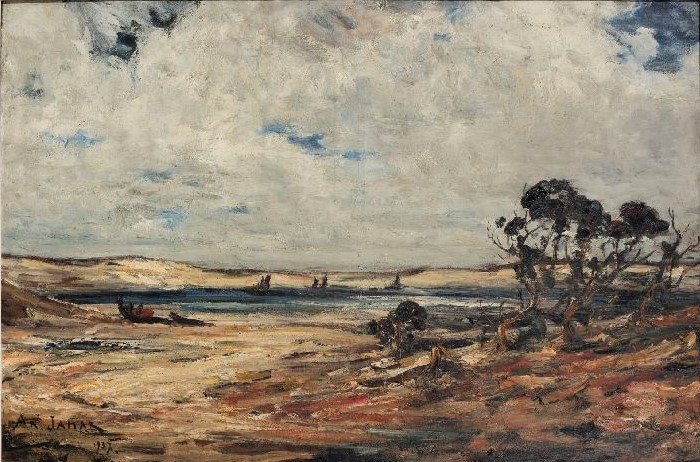
Armand Jamar - La mer du Nord (1937)

Dès 1920, il laissera la lumière, surtout celle des pays baignés de soleil où il voyage comme l'Espagne, l'Italie et l'Algérie, éclater plus violemment dans des tons purs et vifs. Plus intenses, les formes et les couleurs seront travaillées à la brosse et au couteau pour une manière que le peintre veut vivante, à la fois souple et forte.
Ses rencontres avec le docteur Louis de Winter, amateur d'art et mécène, à partir de 1929, l'ont profondément marqué. Dès lors, il s'intéresse également à des thèmes littéraires et métaphysiques tels que l'histoire de Till l'Espiègle, des scènes de la Divine Comédie de Dante, des épisodes de l'Ancien Testament et du Nouveau Testament (comme le Chemin de Croix et les Cavaliers de l'Apocalypse) et les champs de bataille de la Première Guerre mondiale.
Armand Jamar s’attaque alors à des œuvres non-figuratives. C’est ce que Michel de Ghelderode qualifiera d’art visionnaire d’Armand Jamar. Dans le cycle de « la Création », l’artiste se limite à la représentation de la lumière par la couleur. Il renonce aux signes et aux symboles; le paysage métaphysique est pour lui un champ illimité d’inventions picturales.
Ses œuvres sont pour la plupart dans des collections privées et apparaissent de façon régulière dans des ventes aux enchères d'art, mais certaines sont encore dans des musées à Anvers, Bruxelles, Charleroi, Liège, Lille et Rouen. Il a eu des expositions rétrospectives en 1974 au Musée Dhondt-Dhaenens (Deurle), en 1975 au Musée de l'art wallon (Liège) et en 1988 à la commune de Schaerbeek.
Marine, 1943, huile sur toile - Université libre de Bruxelles - Archives, patrimoine, réserve précieuse

## Réception critique
« Artiste d'une parfaite conscience et d'une sincérité absolue, Jamar peut être mis au rang des meilleurs peintres belges. La puissance d'expression de ses œuvres, établies avec autant de précision que de largeur nous fait reconnaître un de ses maîtres dont le talent n'est pas seulement d'observation et de savoir, mais aussi d'émotion. C'est de là que vient, sans doute, l'enchantement et le charme profond qui se dégagent de ses toiles. »

— Gaston Libotte

« Artiste de premier plan, chercheur invétéré, peintre inspiré avide de parfaire toujours davantage une technique parfaitement éprouvée et personnalisée, Armand Jamar ne cessera jamais de remettre en cause ses acquis. Cette poursuite obstinée lui permet d'évoluer vers une plus grande liberté et vers une expressivité toujours plus performante. »

— Maurice Rassenfosse